# Paul Anka
Paul Anka (født 30. juli 1941 i Ottawa, Ontario, Canada) er en amerikansk-canadisk sanger, sangskriver og skuespiller.
Ankas familie er af libanesisk afstamning.
Anka havde en verdenssucces som 16-årig med Diana (1957). Blandt øvrige hits var Puppy Love, Put Your Head on My Shoulder og Lonely Boy. Han skrev også Frank Sinatras "signaturmelodi", My Way, som han omskabte fra en fransk schlager og også selv indspillede.
Han har også lavet en coverversion af Nirvanas hitsang Smells Like Teen Spirit.
I 1983 han skrev sammen med Michael Jackson sangen "I Never Heard", som blev omdøbt og udgivet i 2009 under navnet "This Is It". En anden sang, Jackson skrev sammen med Anka under denne 1983 session, "Love Never Felt So Good", er siden blevet opdaget, og vil blive frigivet i den nærmeste fremtid.

## Film
- Den Længste Dag (1962)
- 3000 Miles to Graceland (2001)